# Beaverdam (Nevada)
Beaverdam es un lugar designado por el censo ubicado en el condado de Lincoln en el estado estadounidense de Nevada. En el año 2010 tenía una población de 44 habitantes.

## Geografía
Beaverdam se encuentra ubicado en las coordenadas 37°41′10″N 114°26′31″O / 37.68611, -114.44194.